# Léon Saint-Paul

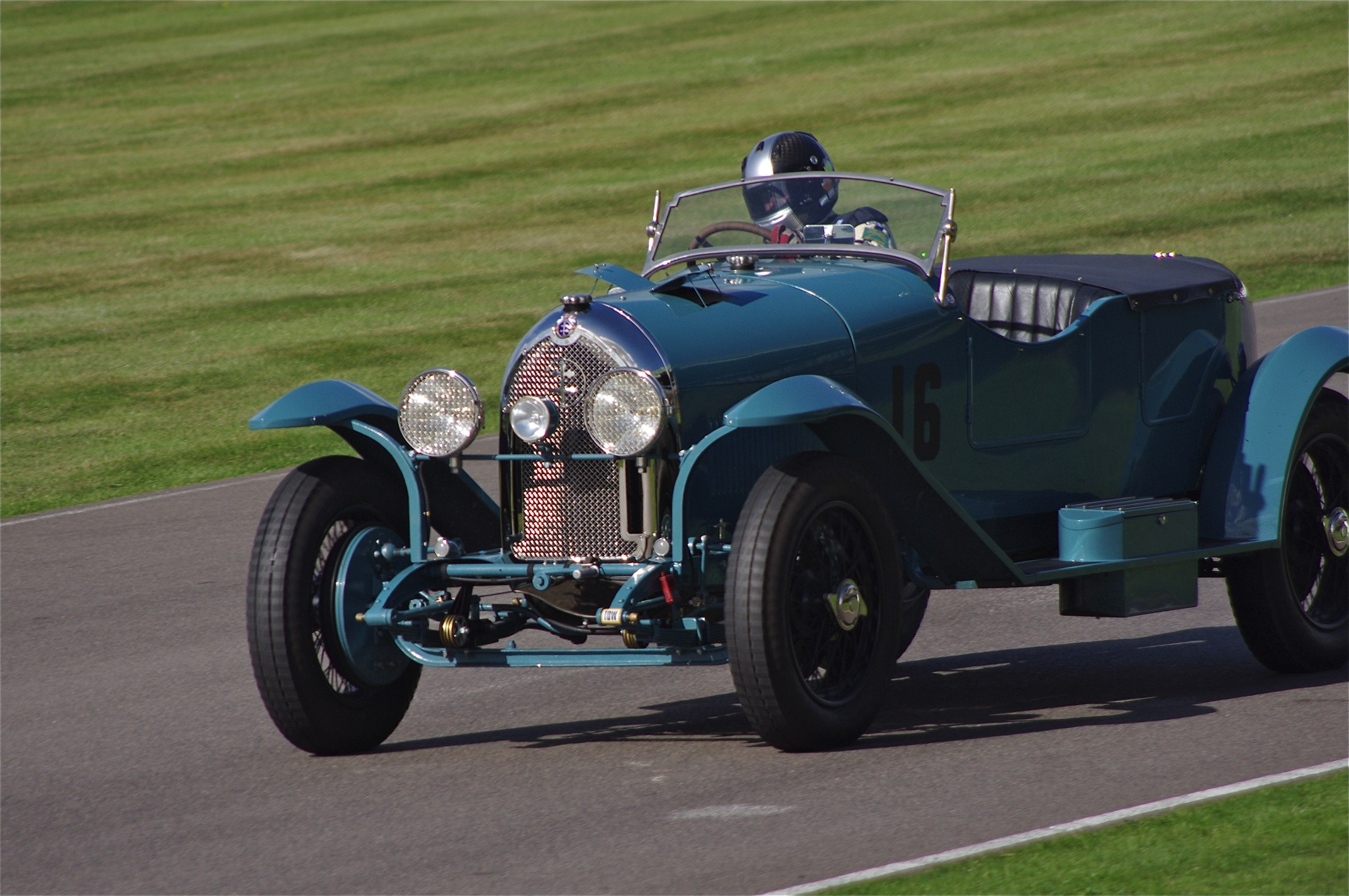
Lorraine-Dietrich Sport

Léon Georges Saint-Paul (* 25. Februar 1892 in Versailles; † 2. Mai 1933 in Avernes) war ein französischer Autorennfahrer.

## Karriere im Motorsport
Léon Saint-Paul war in seiner Karriere einmal beim 24-Stunden-Rennen von Le Mans am Start. 1925, zwei Jahre nach dem Debütrennen, bestritt er das Rennen auf einem Lorraine-Dietrich Sport. Teampartner war Robert Bloch, der das Rennen ein Jahr später gemeinsam mit André Rossignol gewann. Das Duo fiel früh im Rennen nach einem Defekt aus. 

## Statistik

### Le-Mans-Ergebnisse
| Jahr | Team                     | Fahrzeug                | Teamkollege  | Platzierung | Ausfallgrund |
| ---- | ------------------------ | ----------------------- | ------------ | ----------- | ------------ |
| 1925 | Lorraine-Dietrich et Cie | Lorraine-Dietrich Sport | Robert Bloch | Ausfall     | Unfall       |